# Trần Thị Dung (chính khách)
Trần Thị Dung (sinh ngày 21 tháng 10 năm 1961) là một nữ chính trị gia người Việt Nam. Bà hiện là đại biểu quốc hội Việt Nam khóa XIV nhiệm kì 2016-2021, thuộc đoàn đại biểu quốc hội tỉnh Điện Biên, Phó Chủ nhiệm Ủy ban Pháp luật của Quốc hội, Chủ tịch Nhóm nghị sĩ hữu nghị Việt Nam - Mông Cổ (đại biểu chuyên trách Trung ương). Bà được trung ương giới thiệu ứng cử và đã trúng cử đại biểu Quốc hội năm 2016 ở đơn vị bầu cử số 2, tỉnh Điện Biên gồm có thị xã Mường Lay và các huyện: Mường Chà, Nậm Pồ, Mường Nhé, Tuần Giáo, Tủa Chùa.

## Xuất thân
Trần Thị Dung sinh ngày 21 tháng 10 năm 1961 quê quán ở xã Ninh Cường, huyện Trực Ninh, tỉnh Nam Định.
Bà hiện cư trú ở Nhà 22E, ngách 294/11, ngõ 294 Đội Cấn, phường Cống Vị, quận Ba Đình, thành phố Hà Nội.

## Giáo dục
- Giáo dục phổ thông: 10/10
- Cử nhân Luật
- Cử nhân lí luận chính trị

## Sự nghiệp
Bà gia nhập Đảng Cộng sản Việt Nam vào ngày 6/10/1996.
Bà từng là đại biểu Quốc hội Việt Nam khóa XII (2007-2011) tỉnh Điện Biên, kiêm Ủy viên Ủy ban Pháp luật của Quốc hội; Ủy viên Đảng đoàn Mặt trận Tổ quốc, Phó Chủ tịch Ủy ban Mặt trận Tổ quốc Việt Nam tỉnh Điện Biên, làm việc ở Ủy ban Mặt trận Tổ quốc Việt Nam tỉnh Điện Biên.
Bà từng là đại biểu Quốc hội Việt Nam khóa XIII (2011-2016) tỉnh Điện Biên, Ủy viên thường trực Ủy ban Pháp luật của Quốc hội (đại biểu chuyên trách trung ương).
Khi được trung ương giới thiệu ứng cử đại biểu Quốc hội Việt Nam khóa XIV vào tháng 5 năm 2016 bà đang là Ủy viên thường trực Ủy ban Pháp luật của Quốc hội, làm việc ở Ủy ban Pháp luật của Quốc hội.
Bà đã trúng cử đại biểu Quốc hội Việt Nam khóa XIV vào ngày 22 tháng 5 năm 2016 ở đơn vị bầu cử số 2, tỉnh Điện Biên gồm có thị xã Mường Lay và các huyện: Mường Chà, Nậm Pồ, Mường Nhé, Tuần Giáo, Tủa Chùa, được 130.895 phiếu, đạt tỷ lệ 83,07% số phiếu hợp lệ.
Bà hiện là Phó Chủ nhiệm Ủy ban Pháp luật của Quốc hội, Chủ tịch Nhóm nghị sĩ hữu nghị Việt Nam - Mông Cổ (đại biểu chuyên trách Trung ương).
Bà đang làm việc ở Ủy ban Pháp luật của Quốc hội.